# Dennis Foss Nielsen
Dennis Foss Nielsen (født 8. juni 1964) er en dansk fodboldtræner og tidligere professionel fodboldspiller. Han er cheftræner for Danmarksserie klubben Allerød FK. 

## karriere

### Spillerkarriere
Han spillede hele hans aktive karriere i Lyngby Boldklub, og var med til at løfte pokalen som danmarksmestre i både 1983 og 1992. Han nåede at spille 183 kampe og scorede 23 mål. Han er med i Lyngby Boldklubs Klub100.
Internationalt har Dennis Foss Nielsen spillet 10 landskampe for Danmark U/19 fra 1981-1982, hvor han også scorede 3 mål.

### Trænerkarriere
Dennis Foss Nielsen debuterede som træner udmidbart efter han stoppede som fodboldspiller. I årene fra 1993 og frem til 2009 var han assistent træner for en række trænere i Lyngby Boldklub. Herefter tog han til HIK og blev assistent træner i 2010-2015, 5 kampe var under tidligere Lyngby træner Hasse Kuhn. I 2015 blev han træner for Allerød FK hvor han også er træner i dag.